# Callaway Went Thataway
Callaway Went Thataway è un film del 1951 diretto da Melvin Frank e Norman Panama.
È una commedia a sfondo western statunitense con Fred MacMurray, Dorothy McGuire e Howard Keel. Nacque come satira della serie televisiva western Hopalong Cassidy.

## Produzione
Il film fu diretto, sceneggiato e prodotto da Melvin Frank e Norman Panama per la Metro-Goldwyn-Mayer. Fu girato a Beverly Hills, nell'Iverson Ranch a Chatsworth, nel Los Angeles Memorial Coliseum a Los Angeles, e nei Metro-Goldwyn-Mayer Studios a Culver City, in California, da fine aprile all'inizio di giugno 1951.

## Distribuzione
Il film fu distribuito negli Stati Uniti dal 15 novembre 1951 al cinema dalla Metro-Goldwyn-Mayer.
Altre distribuzioni:
- in Francia il 7 maggio 1952 (Une vedette disparaît)
- in Svezia l'8 dicembre 1952 (En cowboy till lasso)
- in Portogallo il 10 giugno 1953 (Esperto Contra Esperto)
- in Finlandia il 3 giugno 1955 (Kaksoisolento katoaa)
- in Germania Ovest il 4 giugno 1989 (Der Cowboy, den es zweimal gab) (in TV)
- in Belgio (Een vedette verdwijnt) (Une vedette disparaît)
- in Brasile (Esperto Contra Esperto)
- nel Regno Unito (The Star Said No)